# Đồng Cổ
Đồng Cổ (chữ Hán giản thể: 铜鼓县, âm Hán Việt: Đồng Cổ huyện) là một huyện thuộc địa cấp thị Nghi Xuân, tỉnh Giang Tây, Cộng hòa Nhân dân Trung Hoa. Huyện này có diện tích 1547,7 ki-lô-mét vuông, dân số năm 2002 là 136.000 người. Mã số bưu chính của huyện là 336200, mã vùng điện thoại là 0795, mã vùng điện thoại là. Chính quyền huyện đóng ở trấn Vĩnh Ninh. 

## Hành chính
Huyện Đồng Cổ được chia ra làm 9 đơn vị hành chính cấp hương, gồm 6 trấn và 3 hương. Ngoài ra huyện này còn quản lí 5 đơn vị tương đương cấp hương khác.
- Trấn: Vĩnh Ninh (永宁镇), Ôn Tuyền (温泉镇), Kỳ Bình (棋坪镇), Bài Phụ (排埠镇), Tam Đô (三都镇), Đại Đoạn (大塅镇)
- Hương: Cao Kiều (高桥乡), Cảng Khẩu (港口乡), Đới Khê (带溪乡)

Đơn vị ngang cấp hương khác
- Khu công nghiệp Đồng Cổ - Giang Tây (江西铜鼓工业园区)
- Lâm trường: Hoa Sơn (花山林场), Đại Duy Sơn (大沩山林场), Trà Sơn (茶山林场), Long Môn (龙门林场)